# تجن (قائنات)
تجن روستایی در دهستان پیشکوه بخش مرکزی شهرستان قائنات استان خراسان جنوبی ایران است.

## جمعیت
بر پایه سرشماری عمومی نفوس و مسکن در سال ۱۳۹۵ جمعیت این روستا ۳۸۰ نفر (در ۱۳۲ خانوار) بوده است.

مدرسه روستا
دبستان شهید خاکسار تجن با مدیریت علیرضا کوهی در ورودی روستا واقع شده است.